# Aeroportul Municipal Millville
Aeroportul Municipal Millville (IATA: MIV, ICAO: KMIV, FAA LID: MIV) este un aeroport din Millville⁠(d), Comitatul Cumberland, New Jersey, New Jersey, Statele Unite ale Americii ce deservește zona Millville⁠(d). Aeroportul a fost tranzitat în 2019 de 10 pasageri.
Situat la o altitudine de 26 m, aeroportul dispune de o singură pistă.